# Morskie wody wewnętrzne

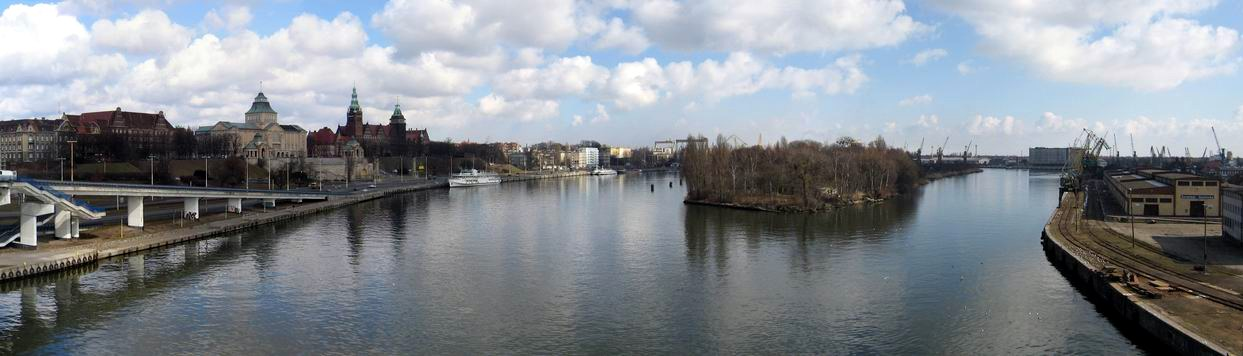
Widok z Trasy Zamkowej na polskie morskie wody wewnętrzne, czyli na Odrę Zachodnią (po lewej) i Duńczycę (po prawej) stanowiące część akwatorium portu morskiego w Szczecinie.

Morskie wody wewnętrzne – wody znajdujące się między lądem a wewnętrzną granicą (linią podstawową) morza terytorialnego.
Zalicza się do nich zatoki morskie o określonej szerokości, zatoki historyczne oraz wody portów morskich (akwatoria). Podlegają całkowitej i wyłącznej władzy państwa nadbrzeżnego, rozciągającej się również na przestrzeń powietrzną i dno akwenu (administracja morska).

## Morskie wody wewnętrzne Polski
Zasięg polskich, morskich wód wewnętrznych, reguluje ustawa o obszarach morskich Rzeczypospolitej Polskiej i administracji morskiej:
1. część Jeziora Nowowarpieńskiego i część Zalewu Szczecińskiego wraz ze Świną i Dziwną oraz Zalewem Kamieńskim, znajdująca się na wschód od granicy państwowej między Rzecząpospolitą Polską a Republiką Federalną Niemiec, oraz rzeka Odra, pomiędzy Zalewem Szczecińskim a wodami portu morskiego Szczecin;
2. część Zatoki Gdańskiej, zamknięta linią podstawową, biegnącą od punktu o współrzędnych 54°37′36″N 18°49′18″E/54,626667 18,821667 (na Mierzei Helskiej) do punktu o współrzędnych 54°22′12″N 19°21′00″E/54,370000 19,350000 (na Mierzei Wiślanej);
3. część Zalewu Wiślanego, znajdująca się na południowy zachód od granicy państwowej między Rzecząpospolitą Polską a Federacją Rosyjską na tym Zalewie;
4. wody portów określone od strony morza, linią, łączącą najdalej wysunięte w morze stałe urządzenia portowe, stanowiące integralną część systemu portowego.

Na podstawie Prawa wodnego, kierując się znaczeniem gospodarczym oraz sposobem wykorzystywania wód, Rada Ministrów określiła granice między śródlądowymi wodami powierzchniowymi a morskimi wodami wewnętrznymi i wodami morza terytorialnego na następujących rzekach i kanałach:
- na rzece Pasłęka
- na rzece Elbląg
- na Kanale Jagiellońskim
- na rzece Wisła
- na rzece Martwa Wisła
- na rzece Motława w starym i nowym korycie rzeki
- na Opływie Motławy
- na rzece Łeba
- na kanale Chełst
- na rzece Łupawa
- na rzece Słupia
- na rzece Wieprza
- na rzece Parsęta
- na Kanale Drzewnym
- na kanale łączącym jezioro Resko Przymorskie z morzem terytorialnym
- na rzece Rega
- na kanale łączącym jezioro Liwia Łuża z morzem terytorialnym
- na rzece Świniec
- na rzece Wołczenica
- na rzece Gowienica
- na jeziorze Dąbie
- na kanale Iński Nurt
- na rzece Święta
- na rzece Parnica
- na rzece Odra Zachodnia
- na rzece Łarpia
- na rzece Gunica[2].

Morskie wody wewnętrzne RP stanowią terytorium Rzeczypospolitej Polskiej.